# Чајанка са књигом
Чајанка са књигом  је књижевна манифестација као наставак традиције коју су својевремено у Библиотеци у Костолцу, покренуле Славица Пејовић и Слободанка Цука Трајковић. Чајанку реализују Библиотека у Kостолцу и Центар за културу „Костолац” под покровитељством Градске општине Kостолац.
Радионицу су 2016. године обновиле Рената Минић, Невена Вуксановић и Марија Миловановић, са циљем да се завичајним писцима пружи прилика да се што чешће окупљају у градској библиотеци и представе своје стваралаштво једни другима. 
Поетско-прозна чајанка из године у годину окупља све већи број заљубљеника у писану реч. Овом дружењу често се прикључују и чланови литерарних секција костолачких школа. Тема чајанке различита је из године у годину, а том приликом приказује се и пројекција документарног филма на изабрану тему, након чега следи књижевно-музички део. Овај догађај увек протекне у спонтаној, опуштеној атмосфери, уз чај, колачиће и одлично расположење.